# Triple corona del automovilismo argentino

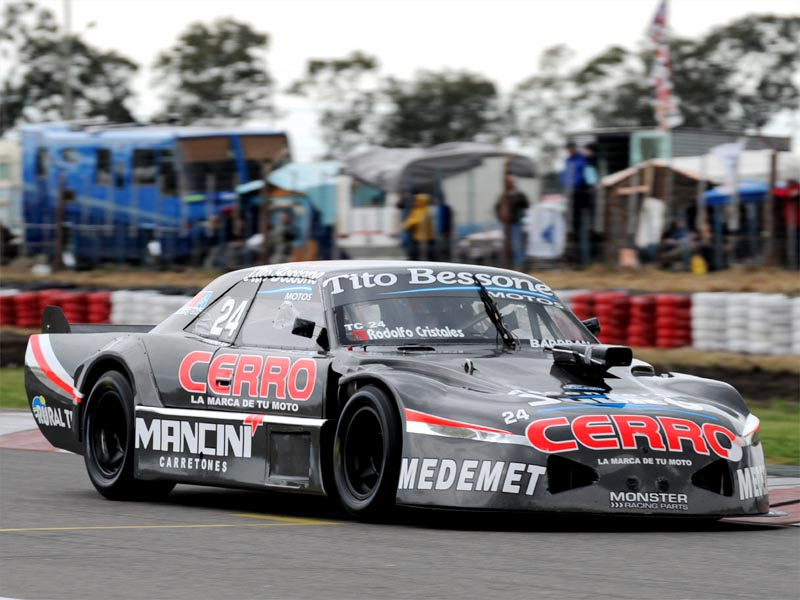
Dodge Cherokee de Turismo Carretera

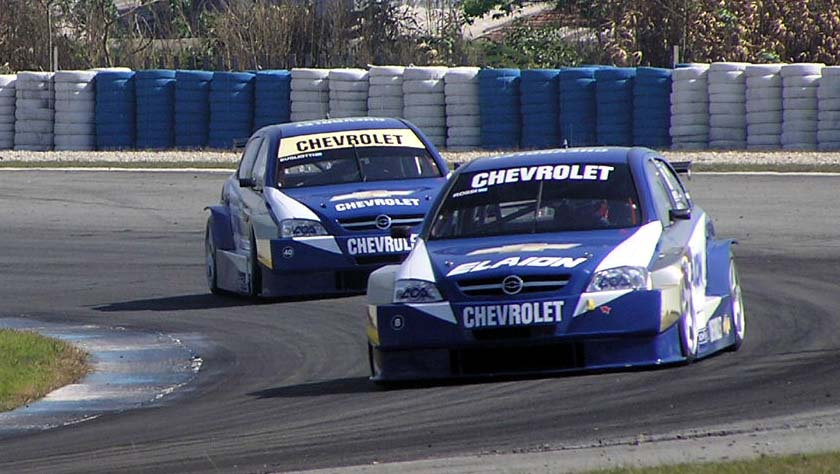
Chevrolet Astra de TC 2000

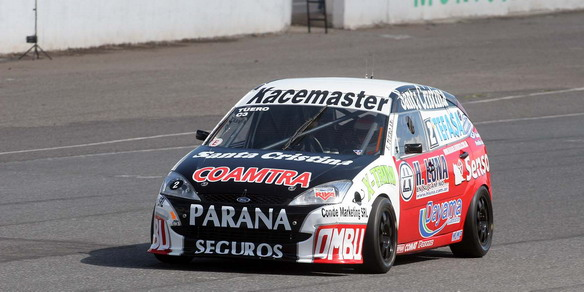
Ford Focus de Turismo Nacional Clase 3

La Triple Corona del Automovilismo Argentino es el nombre con el que se conoce a la unión de tres de los cuatro títulos de campeón de las categorías más importantes del Automovilismo Argentino. El nombre se debe al hecho de que un piloto logre en el mismo año alzarse con las coronas de campeón del Turismo Carretera y del Turismo Competición 2000 (hoy, evolucionado a Súper TC 2000), sumada a la corona obtenida en el Top Race o en el Turismo Nacional. El hecho de que sean solo tres coronas en lugar de las cuatro, se debe a la coincidencia de calendario que tienen el Turismo Nacional y el Top Race y al hecho de que ambas categorías se disputan en autódromos bastante alejados el uno del otro, por lo que se hace imposible que un piloto se desempeñe al mismo tiempo entre estas dos categorías.
Si bien no se trata de un título oficial instaurado por ente fiscalizador alguno, la triple corona del automovilismo argentino fue ideada en 2005 cuando fue creada la categoría TRV6 (evolución del Top Race), que fue altamente popularizada por el avance tecnológico que significó, sumado a la participación de pilotos de renombre. Más tarde fue agregada como opcional, la posibilidad de unir el título de Clase 3 de Turismo Nacional (en lugar del TRV6), debido a los avances tecnológicos de la misma, a la calidad de los pilotos que se habían sumado y a la lucha de marcas que se planteaba, aunque en menor medida que en el TC 2000.

## Antecedentes

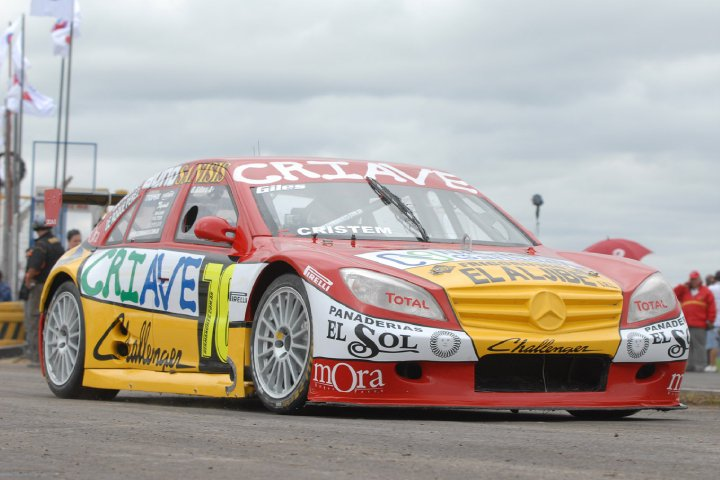
Mercedes-Benz de Top Race V6

Hubo varios antecedentes a esta triple corona, a pesar de la baja popularidad del Top Race y del Turismo Nacional, e inclusive hubo pilotos que estuvieron cerca de obtenerla. Además, anteriormente a la triple corona, existía la  Doble Corona que unía a los títulos de Turismo Carretera y TC 2000. Hasta el momento, solo un piloto se alzó con la antigua "Doble Corona": el múltiple campeón de automovilismo Juan María Traverso, en el año 1995 cuando se consagró campeón de Turismo Carretera con un Chevrolet Chevy y de TC 2000 con un Peugeot 405. Con la instauración de la Triple Corona casi ningún piloto fue capaz de alzarse con por lo menos dos títulos a la vez, hasta el año 2009 cuando José María López estuvo cerca de consagrarse triple campeón Argentino, pero un abandono en la última fecha del Turismo Carretera, truncó sus posibilidades.

### Cambios en 2012
En el año 2012, hizo su presentación en sociedad la categoría de automovilismo Súper TC 2000, la cual fue presentada como una nueva divisional de la categoría Turismo Competición 2000. Esta divisional pasó a ocupar el primer lugar dentro del organigrama de esta categoría, desplazando al segundo lugar al TC 2000 original. Esta última categoría, a su vez, reemplazó al torneo interno organizado por la dirigencia de la categoría, que era conocido como Copa TC 2000 para pilotos particulares, permitiendo al mismo tiempo la incursión de equipos oficiales dentro de la divisional. De esta forma, el Súper TC 2000 pasó a ocupar el lugar de relevancia que era propiedad del TC 2000 original, siendo considerado ahora como la categoría más tecnológica de Argentina y siendo ponderada junto al Turismo Carretera, el TRV6 y la Clase 3 del TN como integrantes de la Triple Corona del automovilismo argentino. 
Al mismo tiempo, otra categoría que tuvo una reorganización interna fue el Top Race, la cual hizo evolucionar su parque automotor, presentando nuevas unidades para la divisional mayor TRV6 que mantenía su nombre. El antiguo parque automotor del TRV6 fue rebautizado como Top Race Series, dándole el nombre que usó la divisional menor de la categoría en 2011. Asimismo, el parque automotor que fuera fundado bajo el nombre de Top Race Junior y rebautizado como Top Race Series, volvió a utilizar su denominación original.

## Pilotos que hasta el momento se consagraron campeones dos veces en un mismo año
| Año  | Piloto              | Categorías                   | Automóvil           |
| ---- | ------------------- | ---------------------------- | ------------------- |
| 1995 | Juan María Traverso | Turismo Carretera            | Chevrolet Chevy     |
| 1995 | Juan María Traverso | TC 2000                      | Peugeot 405         |
| 1999 | Juan María Traverso | Turismo Carretera            | Ford Falcon         |
| 1999 | Juan María Traverso | Top Race                     | Peugeot 405         |
| 2001 | Guillermo Ortelli   | Turismo Carretera            | Chevrolet Chevy     |
| 2001 | Guillermo Ortelli   | Top Race                     | BMW Serie 3         |
| 2003 | Ernesto Bessone II  | Turismo Carretera            | Dodge Cherokee      |
| 2003 | Ernesto Bessone II  | Clase 3 del Turismo Nacional | Ford Escort XR3     |
| 2009 | José María López    | TC 2000                      | Honda Civic VIII    |
| 2009 | José María López    | Top Race V6                  | Ford Mondeo II      |
| 2010 | Agustín Canapino    | Turismo Carretera            | Chevrolet Chevy     |
| 2010 | Agustín Canapino    | Top Race V6 (*)              | Mercedes-Benz C-203 |
| 2014 | Matías Rossi        | Turismo Carretera            | Chevrolet Chevy     |
| 2014 | Matías Rossi        | Clase 3 del Turismo Nacional | Citroën C4          |
| 2016 | Agustín Canapino    | Súper TC 2000                | Chevrolet Cruze     |
| 2016 | Agustín Canapino    | Top Race V6                  | Mercedes-Benz C-204 |
| 2017 | Agustín Canapino    | Turismo Carretera            | Chevrolet Chevy     |
| 2017 | Agustín Canapino    | Top Race V6                  | Mercedes-Benz C-204 |

(*): Fue campeón del Torneo Clausura de Top Race disputado en el segundo semestre de 2010.